# Gospodje iz Roža
Gospodje iz Roža (nemško: Herren von Ras) so bili plemiška rodbina iz 12. in 13. stoletja, ki je gospodovala na območju okoli doline Rož na južnem Koroškem. Njihov rodovni sedež je bil grad Rož blizu Šentjakoba v Rožu; kasneje je k njihovi posesti spadal tudi grad Rožek. Leta 1188 so se gospodje iz Roža povezali z gospodi Finkensteinskimi. Od takrat je poleg glavne linije, ki je obstajala do leta 1315/18, obstajala tudi linija Finkensteinsko-Rožeških, ki je prenehala obstajati šele okoli leta 1340.

## Genealogija
Prednik rodbine je bil Rupreht iz Roža, ki je imel dva sinova. Medtem ko se je sin Kolo iz Roža poročil v družino Finkensteinskih, je Rudolf iz Roža nadaljeval linijo v Rožu in leta 1171 postal gospodar gradu Rožek.
Poleg treh hčera je imel dva sinova, od katerih se je starejši Rudolf poročil v družino Mureških, mlajši Swiker pa je podedoval grad Rožek.
Iz zveze mlajšega Rudolfa in Gertrude Mureške so se rodili trije sinovi in hči. Zadnji rojeni, Amelrih, je postal opat in kasneje lavantski škof, prvorojenec pa se je spet imenoval Rudolf iz Roža.

## Visoko svodni plemiči ali ministerialni plemiči
Ime plemiške rodbine izhaja iz krajinskega imena Rasa za Rož, ki dokumentirano sega v 9. stoletje. Prvi grad Rož, je stal na Gračenici na severnem pobočju Karavank, od katerega je danes ostalo le nekaj ostankov, drugi pa je stal južno od Šentjakoba v Rožu. Ta je bil prvič omenjen v listini iz leta 1171 in opuščen med letoma 1309 in 1317. Konec 12. ali začetek 13. stoletja so zgradili grad Rožek, ki je bil v dokumentih prvič omenjen leta 1239.
Domneva se, da so posesti gospodov iz Roža prvotno pripadale ustanoviteljski družini samostana Osoje in so pred letom 1136 prešle na štajerske Otakarje. Rožeški, ki so omenjeni v virih iz okoli leta 1143/60, so bili torej morda ministeriali Otakarjev, predstavljeni pa so tudi kot zelo svobodna rodbina, ki je lahko prosto razpolagala s svojim premoženjem. Predvideva se, da ministeriali niso bili sestavljene izključno iz prvotno nesvobodnih rodbin. Svobodnjaki so vstopili v službo višjih gospodov, da bi si pridobili prednosti, kot so donosne službe.
Rožeški v svojih različnih linijah niso bili le ministeriali Otakarjev, temveč tudi bamberških škofov in freisinške škofije. Imeli so tudi prosto razpolagajočo posest. V kolikšni meri so bili vsi Rožeški gospodje ministeriali, ni več mogoče razjasniti. Od vseh znanih družinskih članov je bil le eden, Rudolf I., zagotovo ministerial zadnjega Otakarja Štajerskega in njegovih babenberških dedičev.
Gospodje iz Roža so se imenovali tudi po gradovih in gospostvih Glaneški, Čajnski, Vetrovski in Bekštanjski, vedno po posesti, ki so jo upravljali. Kola I., ki se je po dokumentih med letoma 1174 in 1202 izmenično imenoval Rožeški, Bekštanjski in Vetrovski, je bamberški škof imenoval za upravitelja samostana Podklošter (Arnoldstein). 

## Rodbina gospodov iz Roža v virih
- Prva dokumentirana omemba Rožeka ali Roža sega v obdobje med letoma 875 in 883. Škof Arnold Freisinški zamenja eno hubo v Otoku za drugo in loco qui dicitur Rasa.
- Dokument, napisan okoli leta 1150, navaja posesti freisinške škofije, vključno z dolino Rož.
- Leta 1171 je oglejski patriarh podelil osojski opatiji patronatske pravice nad cerkvijo sancti Jacobi ... sub castro Rase, tj. pod gradom Rož.
- Štajerski vojvoda Otokar IV. potrjuje, da je njegov oče podaril kapelo v Šentjakobu v Rožu opatiji Osoje in da je upravičen do pravice do patronaže (1189).[1]
- Med letoma 1180 in 1185 je Ludvik Glaneški podaril neki dvor blizu Kirchberga an der Raab na Štajerskem opatiji Admont.
- V dokumentu, izdanem 15. junija 1239, sta Rudolf iz Roža in njegov brat Kolo objavila obseg svojih donacij opatiji Vetrinje za rešitev duš več umrlih družinskih članov: sedmih hub v Svečah (Suetschach), dveh v Krajanih (Krajachu), dveh v Branči vasi (Franzendorfu) in eno in pol v Logu pod Humberkom (Au pod Hollenburgom).
- 22. aprila 1253 so trije bratje Rudolf, Kolo in Reimbert izjavili, da so pripravljeni, da jih izvoljeni salzburški nadškof ponovno sprejme v milost: da podarijo izvoljenemu grad Wasserleonburg in ga ponovno prejmejo kot fevd, da mu zagotovijo vojaško službo tako v državi kot v tujini z različnimi kontingenti, da povrnejo škodo ter da se odpovejo cestninam in mitninam na ozemlju svojih gradov.
- Rudolf iz Roža se odpove gradu Vetrov v korist bamberškega škofa in se zaveže, da bo v sporu s škofom branil svoje brate, zaradi česar je (16. maja 1255) izpuščen iz ujetništva.
- 14. februarja 1258 je beljaški kapitan Rudolf iz Roža skupaj z beljaškimi meščani zaradi ujetja upravnika Ulrika Beljaškega zaobljubil spor z vsemi ljudmi grofa Friderika Ortenburškega.
- V dveh dokumentih iz istega leta se Rudolf iz Roža in Kolo Čajnski (Wasserleonburški) predstavljata kot poroka za fevdalno vojno in za plačilo po 100 mark za izpustitev Kola iz Vuzenice (Saldenhofena) proti grofoma Henriku in Frideriku Ortenburškima.
- V kopiji dokumenta Landsberške lige iz leta 1292 je kot udeleženec te zarote imenovan »Rudolf von Raß«.

## Predstavnik
- Rudolf iz Roža in Rožeka (* 1143; † okoli 1215), prednik glavne linije rodbine iz Roža
- Rudolf iz Roža (II.) (* 1202; † 1239), glava družine
- Rudolf iz Roža (III.) († 1278), glava družine
- Kolo iz Čajne (Wasserleonburški)
- Reimbert Glaneški († 1293)
- Amelrich (* pred 1251; † 1267), opat Reina, 1265–1267 škof Lavantinski
- Kolo I. Bekštajnski-Rožeški, prednik linije Bekštajnsko-Rožeških